# Линбао
Линбао (кит. упр. 靈寶派 / 灵宝派, пиньинь Líng Bǎo Pài, палл. Лин бао пай), иначе Школа Волшебной Яшмы или Школа Духовной Драгоценности — одна из основных школ даосизма, возникшая в Китае во времена династий Цзинь (265—420) и Лю Сун в начале V века. Школа Линбао существовала около двухсот лет, и после этого во времена династии Тан растворилась в школе Шанцин. Учение Линбао является синтезом религиозных идей школы Шанцин, ритуалов Школы Небесных Наставников и буддийских практик.
Название Линбао интерпретируется как «драгоценность (священный объект), в которую материализуется (спускается) дух» Лин характеризует уникальное небесное явление, а бао - его земную материализацию, обладание которым в частности подтверждает легитимность императоров и князей. .
Отличительной особенностью Линбао является заимствование многих положений буддизма, в частности идеи перерождения и элементов космологии. Несмотря на включение в учение понятия реинкарнаций, школа Линбао сохранила учение о бессмертии. Пантеон школы Линбао — тот же самый, что в школе Шанцин и в Школе Небесных Наставников. Однако ритуал стал меньше опираться на индивидуальную практику, а более — на коллективные обряды. Наиболее известное из сочинений школы Линбао — Уфуцзин (Пять Талисманов), в основе которой лежат работы по даосской алхимии Гэ Хуна, обработанные Гэ Чаофу. Хотя школа Линбао прекратила существование, другие школы переняли от неё буддийские практики и различные элементы учения.

## История
Началом школы Линбао считается получение Гэ Чаофу сочинений Линбао, около 400 года.
Гэ Чаофу был внучатым племянником Гэ Хуна, а сочинения, которые получил Гэ Чаофу, относятся к брату деда Гэ Хуна Гэ Сюаню (164—244). Гэ Чаофу передал сочинения дальше двум своим ученикам, после чего они быстро стали популярны. В 471 Лу Сюцзин составил каталог сочинений Линбао, привёл в порядок и переорганизовал ритуалы школы. Это создало солидную базу, которая привела к мощному развитию школы в последующие столетия.
Центром школы Линбао стала гора Гэцзаошань в провинции Цзянси.
Даосский энциклопедист Лу Сюцзин (406—477), подбирая литературу Линбао и других школ, собрал коллекцию, которая стала первой версией даосского канона, на базе этой коллекции произошло возрождение школы  Шанцин, расцвет которой начался около 500 года, тогда патриарх Тао Хунцин продолжил работу  Лу Сюцзина, упорядочил пантеон школы Линбао, переняв его в школе Шанцин.
Однако во время династии Тан влияние Линбао уменьшилось, и значительно возросла роль школы Шанцин, которая переняла многие практики Линбао. Шанцин была широко принята аристократией и получила прочное положение при танском дворе.
В 1304 году  Юань привилегии школы Чжэнъи были подтверждены специальным указом, 38-й Небесный Наставник Чжан Юцай с горы Лунхушань был объявлен главенствующим над учением трёх гор, хранителем регистра и талисманов, и фактически с этого времени школы Шанцин и Линбао прекратили своё самостоятельное существование и вошли в состав Школы Истинного Единства. Гора Гэцзаошань была утверждена как центр Линбао.

## Вероучение
Линбао характеризуется литургической направленностью, большое значение придаётся очистительным ритуалам и общинным обрядам. Для Линбао характерно требование высоких морально-этических норм в общине, коллективные действия становятся важнее алхимических процессов; особое внимание приобретают заповеди, наставления и предписания. В Линбао важна также буддийская идея воздаяния (бао ин).
Религиозные практики основаны на космологии, которая создана по образце буддийской. Медитации Линбао схожи с шанцинскими, но их теоретическое обоснование сходно со Школой Небесных Наставников.

### Влияние буддизма
Немало положений веры Линбао заимствованы из буддизма. Эти заимствования были однако достаточно грубыми и показывали плохое понимание даосами Линбао сути буддийского учения. Имена божеств и небес давались на основании фонетической транслитерации санскритских названий. Будучи записанными чисто фонетически, санскритские термины иногда приобретали значения, сильно отличающиеся от оригинальных.

#### Перерождения
Понятие реинкарнации также было заимствовано из буддизма.
В первую очередь в учение Линбао вошло буддийское представление о Пяти местопребываниях (гати). В эти Пять миров входит Нарака-гати (ад), мир голодных духов (претов), мир животных (тирьягьёни-гати), мир людей и небеса богов. После смерти тело проходит алхимические процессы и направляется во Дворец абсолютной тьмы, который находится на севере, и в Южный дворец соответственно на юге. Тело проходит две стадии изменений — иньская (женская) часть проходит очистку во Дворце абсолютной тьмы, а янская (мужская) часть проходит через Южный дворец. Это представление о трансмиграции души в Линбао смешивает новые буддийские идеи с традиционными китайскими представлениями.

#### Космология
Космология Линбао также заимствовала ряд положений буддизма. Предыдущие космологические системы основывались на делении на четыре или девять регионов. Космология Линбао определяет 10 космологических регионов и 32 неба, распределённых по четырём секторам, по восемь в каждом; небеса располагаются на периферии небесной сферы вокруг центра. Каждым сектором управляет император, там проживают представители соответствующего космического периода — кальпы. Как и в буддизме, небеса поделены на Три сферы — сфера чувственного, сфера форм и Сфера отсутствия форм. Как и в буддизме, в Линбао считается, что небеса вращаются вокруг огромной горы. Эта гора называется Нефритовой столицей, где находится резиденция Изначального Небесного Достопочтенного (аналог Будды) и изначальных божеств.
В космологию Линбао были включены и традиционные даосские представления об «изначальной энергии» ци (юань ци, и о разделении ци на небо и землю. Изначальное ци в итоге разделяется на три божества: Небесной Драгоценности, Священной драгоценности и Обожествлённой драгоценности. Позднее эти три божества стали представлять учения трёх пещер Дун чжэнь (кит. 洞真部 («вместилище истинного»), Дун сюань (кит. 洞玄部 («вместилище сокровенного»), Дун шэнь (кит. 洞神部 («вместилище духовного»), в соответствии с которыми проводилась классификация текстов даосского канона.
Апокалиптические воззрения были развиты в Линбао и потом заимствованы в школе Шанцин. По представлениям Линбао, время протекает циклично по пяти космическим эрам, соответствующим пяти элементам (фазам), каждая из которых имеет свой цвет. Божество соответствующего цвета по окончании эры спускается на землю, и приносит учение, которое может спасти только определённое количество людей от смерти. Короткие космические эры характеризуются активностью стихии инь, а длинные эры характеризуются активностью стихии ян. По окончании короткой эры луна вызовет потоп, который смоет горы, обновит энергию ци Вселенной и сменит все ранги и должности в небесной бюрократии. По окончании длинной эры появятся злобные создания (змеи и драконы), Небо и Земля перевернутся, камни и металлы сплавятся. Только те, кто следует правильному учению, последуют за божеством цвета эпохи к царице Запада Сиванму и переселятся в счастливую землю, и не пострадают от апокалипсиса.

### Пантеон
Пантеон школы Линбао был заимствован из Школы Небесных Наставников и из школы Шанцин. Дополнительно появились специфические божества Линбао. Верховное божество Юаньши Тяньцзун (Изначальный Небесный Достопочтенный) стал выполнять роль обожествлённого Лао-цзы в Школе Небесных Наставников. Появились божества кальп, соответствующие цветам.
Лао-цзы (в Линбао — Лао-цзюнь) стал главным учеником верховного божества Юаньши Тяньцзуна. Ниже по иерархии оказались божества Южного дворца Ещё ниже в иерархии Линбао оказались Пять стариков, цари драконов и цари демонов.
По представлениям Линбао, духи населяют не только небеса, но и тело человека. Они управляют Пятью элементами, ведут регистр живых и управляют душами. В голове человека живёт дух Великого Единства, два духа управляют лёгкими и печенью, специальный дух управляет сердцем и сексуальными органами, а Персиковое Дитя живёт в нижней даньтяни. Хотя эти боги обитают на небесах, определёнными методами их можно вызвать и они могут спуститься в тело человека.

## Практики

### Достижение бессмертия
Несмотря на теоретическое принятие реинкарнаций, школа Линбао продолжает делать упор на традиционные практики достижения бессмертия.
Известна практика принятия эссенции (цзин) солнца и луны. В определённое время месяца, в соответствии с календарём, практикующие освещают свои тела луной или солнцем, и закрыв глаза визуализируют процесс, как цзин проникает в их тела. Цзин солнца проникает в сердце и представляется как красная субстанция, цзин луны направляется в почки и представляется как чёрная субстанция. Кроме этого для достижения бессмертия следует принимать настой на даосских амулетах.
Для медитаций Линбао характерна визуализация духов, связанных с внутренними органами и телом человека. Считается, что человек населён сотнями и тысячами духов, и, поговорив с ними, можно управлять своим здоровьем.

### Ритуалы
В начале школы Линбао индивидуальные медитации проходили в специальной комнате или во дворе. Практикующие не были профессионалами-священнослужителями и считали себя учениками Дао. Позднее образовались религиозные институты, выделись священники, и ритуалы стали принимать коллективный характер.
Как и в других даосских школах, ритуал превращается в представление, сопровождающееся музыкой, танцами и пением. Одновременно на нескольких уровнях осуществляются различные действия. В течение ритуала также священник повторяет происходящее наедине с собой.
Существует три вида церемоний в Линбао.
1. Небесный Золотой Реестр ведётся для предотвращения природных катастроф. Во время династии Тан этот ритуал проводили в честь императорской семьи, позднее он был уже связан с произвольными заказчиками.
2. Ритуал Земного Жёлтого Реестра проводился для успокоения умерших душ.
3. Ритуал человеческого Нефритового Реестра был предназначен для спасения человечества. Этот ритуал не сохранился.

В современной редакции ритуал Золотого Регистра предназначается для предотвращения плохой погоды.

## Канон
Тексты школы Линбао стали появляться как реакция на популярность текстов школы Шанцин.
Аналогично школе Шанцин и тибетскому буддизму, традиционно считается, что основные книги школы появились в предыдущие кальпы, что были спрятаны в небесных книгохранилищах, и были переданы в нужное время на землю.
Основным текстом Линбао является Книга Пяти Талисманов (Уфуцзин , 靈寶五符經), собранная Гэ Чаофу между 397 и 402 годами на основе работ Гэ Хуна.
Этот трактат связывает пять направлений других канонических книг школы Линбао. Все книги Линбао относят к Гэ Сюаню, внучатым племянником которого был Гэ Хун. Гэ Сюань передал тексты своему ученику Чжэн Сыюаню, а тот — Гэ Хуну (284—364). Критические исследователи предполагают, что тексты мог составить лично Гэ Чаофу. Достаточно скоро тексты шолы Линбао обрели широкую популярность.
В целом канонические книги представляют собой смесь учений других школ — Небесных Наставников, Шанцин, буддизма Кумарадживы.
Наиболее важные сочинения после "Уфуцзина" — Красная Книга Пяти Писаний (Chi shu wupian) и Рукопись Высших Разделов Безграничного Спасения (Wuliang Duren Shangpin).. Согласно редактору канона Лу Сюцзина, всего в канон входило 34 сочинения, три из них потерялось.

## Статус
Хотя сама школа Линбао не сохранилась, ей учения и ритуалы во многом дошли до наших дней Школе Линбао принадлежит деление Даоцзана на Три Вместилища (пещеры), которые заняли три разные школы — Шанцин, Линбао и Саньхуан. Начиная с этой школы, в даосизм были привнесены буддийские элементы учения. В позднем даосизме буддийские элементы учения были уже привычны, это привело к постепенной интеграции буддизма на всех уровнях китайского общества.